# Egg Islands
Egg Islands är öar i Australien. De ligger i delstaten Tasmanien, i den sydöstra delen av landet, omkring 34 kilometer sydväst om delstatshuvudstaden Hobart. Arean är 2,9 kvadratkilometer. Den sträcker sig 4,9 kilometer i nord-sydlig riktning, och 2,4 kilometer i öst-västlig riktning.

I omgivningarna runt Egg Islands växer i huvudsak städsegrön lövskog. Runt Egg Islands är det mycket glesbefolkat, med 2 invånare per kvadratkilometer. Genomsnittlig årsnederbörd är 920 millimeter. Den regnigaste månaden är juli, med i genomsnitt 114 mm nederbörd, och den torraste är februari, med 49 mm nederbörd.